# Шейнін Артем Григорович
Артем Григорович Шейнін (нар. 26 січня 1966, Москва, РРФСР, СРСР) — російський журналіст, пропагандист, телеведучий, редактор телевізійних програм, письменник. Перший заступник директора Дирекції соціальних та публіцистичних програм АТ "Перший канал ". Керівник програми "Познер " (листопад 2008 — т. ч.), ведучий ток-шоу "Час покаже " (серпень 2016 — т. ч.) та «Перша студія» (з 23 січня по 20 липня 2017 року).
Член Фонду «Академія російського телебачення» (2007 — т. ч.).

## Біографія
Артем Шейнін народився 26 січня 1966 в Москві.
У шкільні роки займався рукопашним боєм. Після закінчення середньої школи у військкоматі попросився служити десантником, пройшов медкомісію і був направлений до ДТСААФ, де вперше стрибнув з парашутом.
У 1984—1986 роках проходив військову службу за призовом у лавах Радянської армії. Брав участь у складі ОКРВА у бойових діях у Демократичній Республіці Афганістан. Служив у складі 56-ї окремої гвардійської десантно-штурмової бригади (56-й гв. одшбр) 40-ї загальновійськової армії (40 ОА) Туркестанського військового округу ЗС СРСР. На другому році служби був призначений командиром відділення. Гвардії сержант ВДВ.
1993 року закінчив історичний факультет Московського державного університету імені М. М. В. Ломоносова (Кафедра етнології під керівництвом Володимира Володимировича Піменова).
У 1996 році працював антропологом, багато подорожував Чукоткою і Сахаліном. У тому ж році побачив у газеті оголошення про те, що в програму «Безкінечна подорож» на телеканалі РТР (виробництво компанії " DIXI ") потрібен ведучий. Шейнін прийшов на кастинг, але не пройшов його. Тоді продюсер передачі Тетяна Фоніна призначила його на посаду редактора, ким він пропрацював протягом року. Обіймав аналогічну посаду в ток-шоу "Національний інтерес із Дмитром Кисельовим ".
З серпня 2014 року (з моменту створення) — продюсер ток-шоу " Час покаже " на «Першому каналі». Наприкінці серпня 2016 року, після обрання ведучого програми Петра Толстого депутатом Державної думи, Шейнін зайняв його місце. До цього він неодноразово брав участь у цьому ток-шоу як експерт. У першій передачі 2017 року Шейніна змінив ведучий Анатолій Кузичев.
З 23 січня по 20 липня 2017 — ведучий ток-шоу «Перша студія» на «Першому каналі». З квітня того ж року періодично продовжує вести передачу «Час покаже», після закриття «Першої студії» повернувся до неї остаточно. У 2017 році був номінований на премію " ТЕФІ " та став фіналістом у категорії «Вечірній прайм» у номінації «Ведучий суспільно-політичного ток-шоу прайм-тайму» за свою роботу у ток-шоу «Перша студія».
Автор книг та фільмів про Афганську війну (1979—1989).
За сприяння Шейніна у травні 2017 року Спілка письменників незаконного самопроголошеного формування Луганської Народної Республіки (ЛНР) випустила збірку прози, поезії та драматургії «Вибір Донбасу».
17 жовтня 2017 року Артем Шейнін потрапив до бази відомого українського сайту «Миротворець» через відвідування Криму (з формулюванням «за порушення державного кордону України з метою проникнення в окупований Росією Крим»). У січні 2018 року в інтерв'ю інтернет-радіо MediaMetrics телеведучий порівняв свою роботу з бойовими діями на Донбасі. При цьому зазначив, що сам не поїхав воювати через вік.

## Санкції
Артем Шейнін виступав із заявами на підтримку незаконної анексії Криму та визнання незалежності так званих Донецької та Луганської народних республік. У своїх прямих ефірах Шейнін пропагує етнічну ворожнечу між українцями та росіянами, заперечує суверенітет і територіальну цілісність України. Говорячи про 24 лютого 2022 року, день повномасштабної невиправданої військової агресії Росії проти України, Шейнін заявив, що російська операція в Україні є неминучою і її метою є змусити українську владу підтримувати мир.
Доданий до санкційних списків багатьох крайн.

## Особисте життя
Артем Шейнін одружений другим шлюбом на Ользі (хімік за освітою). Батько трьох дітей : син Дмитро (нар. 1989) від першого шлюбу, а також дочка Дар'я (нар. 2001) та син Григорій (нар. 2006) — від другого.
За два тижні до свого 54-річчя, 12 січня 2020 року, Артем Шейнін прийняв хрещення в Олександро-Свірському монастирі, розташованому в Лодейнопольському районі Ленінградської області.

## Авторські книги
- Артем Шейнін. Аудіоп'єса «Мой Афган. Звуки музыки», у трьох частинах (2010 рік, тривалість — 01:46:00, виконує автор)[7][23].
- Артём Шейнин. «Мне повезло вернуться». — М. : «Эксмо», 2012. — 318 с. — ISBN 978-5-699-56153-7.
- Артём Шейнин. «Десантно-штурмовая бригада. Непридуманный Афган». — М. : «Эксмо», 2015. — 272 с. — ISBN 978-5-699-79321-1.

## Нагороди
- 2008 — Подяка Президента Російської Федерації В. В. Путіна (23 квітня 2008 року) — за інформаційне забезпечення та активну громадську діяльність з розвитку громадянського суспільства в Російській Федерації[24].
- 2017 — фіналіст російської індустріальної телевізійної премії " ТЕФІ " у категорії «Вечірній прайм» у номінації «Ведучий суспільно-політичного ток-шоу прайм-тайму» — за роботу в ток-шоу «Перша студія» на " Першому каналі "[16].

## Інцидент
9 березня 2018 року український відеоблогер і колишній десантник Валерій Ананьєв, що брав участь у антитерористичної операції (АТО) на сході України, побачив Артема Шейніна з дружиною в центрі міста Верона (Італія) і після словесної перепалки назвав його пропагандист війни, з вини якого з обох сторін вмирають люди, і кілька разів плюнув йому в обличчя, додавши, що задушив би його, якби зустрів в іншому місці. Пізніше Шейнін, коментуючи зустріч з Ананьєвим, назвав його поведінку «добре продуманою провокацією», яка була спрямована на те, щоб «викликати відповідну реакцію з його боку», і заявив, що відчуває до опонента «тільки жалість і співчуття» і сподівається, що коли-небудь український блогер отямиться, прийде в себе і тоді вони поговорять вже по-людськи.